# Прокл (потомок Демарата)

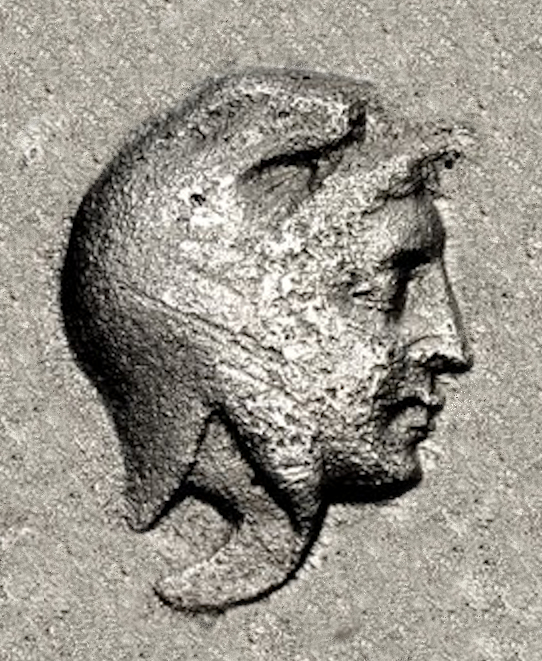
Изображение Прокла на монетах того времени

Прокл (др.-греч. Προκλέης, Προκλῆς) — правитель малоазийских земель в державе Ахеменидов, потомок спартанского царя Демарата, упомянутый Ксенофонтом при описании событий 399 года до н. э.

По свидетельству Ксенофонта, Прокл и его брат Эврисфен были потомками Демарата, бежавшего к персам в 491 году до н. э. и получившего в управление несколько городов в Малой Азии. Такие же имена носили братья-близнецы, сыновья легендарного царя Аристодема, являвшиеся мифическими родоначальниками двух царских династий Спарты.
Прокл и Эврисфен владел городами Тевфранией и Галисарном, располагавшимися в долине реки Каик.
Прокл вместе с Гонгилом, потомком Гонгила Эретрийского, пришёл на помощь Ксенофонту и его солдатам во время стычки с воинами перса Асидата. Впоследствии Прокл и Эврисфен оказали поддержку спартанскому военачальнику Фиброну. Имея собственные отряды и обладая сильной властью в своих городах, Демаратиды поддерживали тесные связи с членами другой греческой династии Гонгилидов, и не боялись враждовать с представителями персидской аристократии, владения которых находились неподалеку.
Исторические источники не сообщают о дальнейшей судьбе Прокла и его брата. По всей видимости, они лишились власти после заключения в 387 году до н. э. Анталкидова мира. Возможно, подчинённые Демаратидам города тогда получили автономию.